# Pöllölampi
Pöllölampi är en sjö i kommunen Kontiolax i landskapet Norra Karelen i Finland. Arean är 47 hektar och strandlinjen är 3,33 kilometer lång. Sjön  ingår i Vuoksens huvudavrinningsområde.   Den ligger omkring 11 kilometer nordöst om Joensuu och omkring 380 kilometer nordöst om Helsingfors. 
Pöllölampi ligger sydöst om Valkealampi. 